# Equilibrio hidrosalino
El equilibrio hidrosalino, como parte de la homeostasis, es la correcta proporción de sales (sodio, potasio, calcio, magnesio etc.) y agua en el medio interno.

## Agua
El agua es el principal componente del organismo y conforma alrededor del 60% del total de los componentes, siendo los sólidos solo el 40% restante. El agua corporal tiene su origen en la ingesta, que es regulada por el sistema nervioso central, y en el metabolismo de glúcidos y lípidos (agua endógena). Las pérdidas de agua corresponden a la eliminación renal obligatoria, la perspiración, el sudor, la evaporación por vía respiratoria, la secreción láctea y las pérdidas por el aparato digestivo. El equilibrio se consigue a través de mecanismos neurofisiológicos (la sed), que aumenta la ingesta, o mecanismos neuroendocrinos, que disminuyen las pérdidas a través de la hormona antidiurética (ADH).
El agua corporal total se distribuye en dos compartimientos principales: el fluido extracelular y el fluido intracelular, que están separados por la membrana celular.

## Sales
Entre los electrolitos, los más conocidos son el K+, el Na+, el Ca2+ y el Mg2+, que deben ser incorporados con los alimentos. Su presencia en los fluidos orgánicos está regulada por acción hormonal. La concentración de aniones se regula secundariamente a los cationes. Para establecer la normalidad se habla de control iónico o verdad iónica o también anion gap. Anion gap es, por tanto, el término que permite interpretar el ionograma, y corresponde a la diferencia entre cationes y aniones. Su valor usualmente es de 16 mEq/l, y se calcula así:
```
= ( [Na
+
]+[K
+
] )  -  ( [Cl
-
]+[HCO
3
-
] )
```

## Osmolaridad
La osmolaridad es una medida de concentración y depende de la relación entre el número total de solutos (sales y proteínas) y el volumen de solvente (agua) en el cual están disueltos. (Biblioteca, 2017)
El espacio extracelular está dividido en: el espacio intravascular y el espacio intersticial, que se mantienen en equilibrio a través de la pared del capilar sanguíneo.

El volumen del espacio extracelular depende en forma directa de la cantidad total de partículas de Na+ y consiguientemente del agua que obligadamente lo acompaña.